# راؤول لوبيز غوتيريز
راؤول لوبيز غوتيريز (بالإسبانية: Raúl López González)‏ (17 سبتمبر 1976 في إسبانيا - ) هو لاعب كرة قدم إسباني في مركز الدفاع. لعب مع راسينغ فيرول وراسينغ كلوب بورتوينسي ونادي قادش ونادي مليلية وSan Fernando CD ‏.

## وصلات خارجية
- راؤول لوبيز غوتيريز على موقع قاعدة بيانات كرة القدم.إي يو (الإنجليزية)
- راؤول لوبيز غوتيريز على موقع Soccerway.com (الإنجليزية)